# Wolter Blankert
Wolter Blankert (10 de septiembre de 1978) es un deportista neerlandés que compitió en remo. Ganó dos medallas en el Campeonato Mundial de Remo, en los años 2002 y 2007.

## Palmarés internacional
| Campeonato Mundial | Campeonato Mundial | Campeonato Mundial | Campeonato Mundial      |
| Año                | Lugar              | Medalla            | Prueba                  |
| ------------------ | ------------------ | ------------------ | ----------------------- |
| 2002               | Sevilla (España)   | Medalla de bronce  | Cuatro scull ligero     |
| 2007               | Múnich (Alemania)  | Medalla de oro     | Ocho con timonel ligero |